# Brit Awards 2006
26. gala Brit Awards odbyła się 15 lutego 2006 roku w Earl’s Court w Londynie. Uroczystość prowadził Chris Evans.
Podczas gali wystąpili Prince, Coldplay, KT Tunstall, Kaiser Chiefs, James Blunt, Kanye West, Kelly Clarkson, Gorillaz, Jack Johnson oraz nagrodzony za całokształt twórczości Paul Weller.

## Nominacje

### Najlepszy brytyjski artysta
- James Blunt
- Antony and the Johnsons
- Ian Brown
- Robbie Williams
- Will Young

### Najlepsza brytyjska artystka

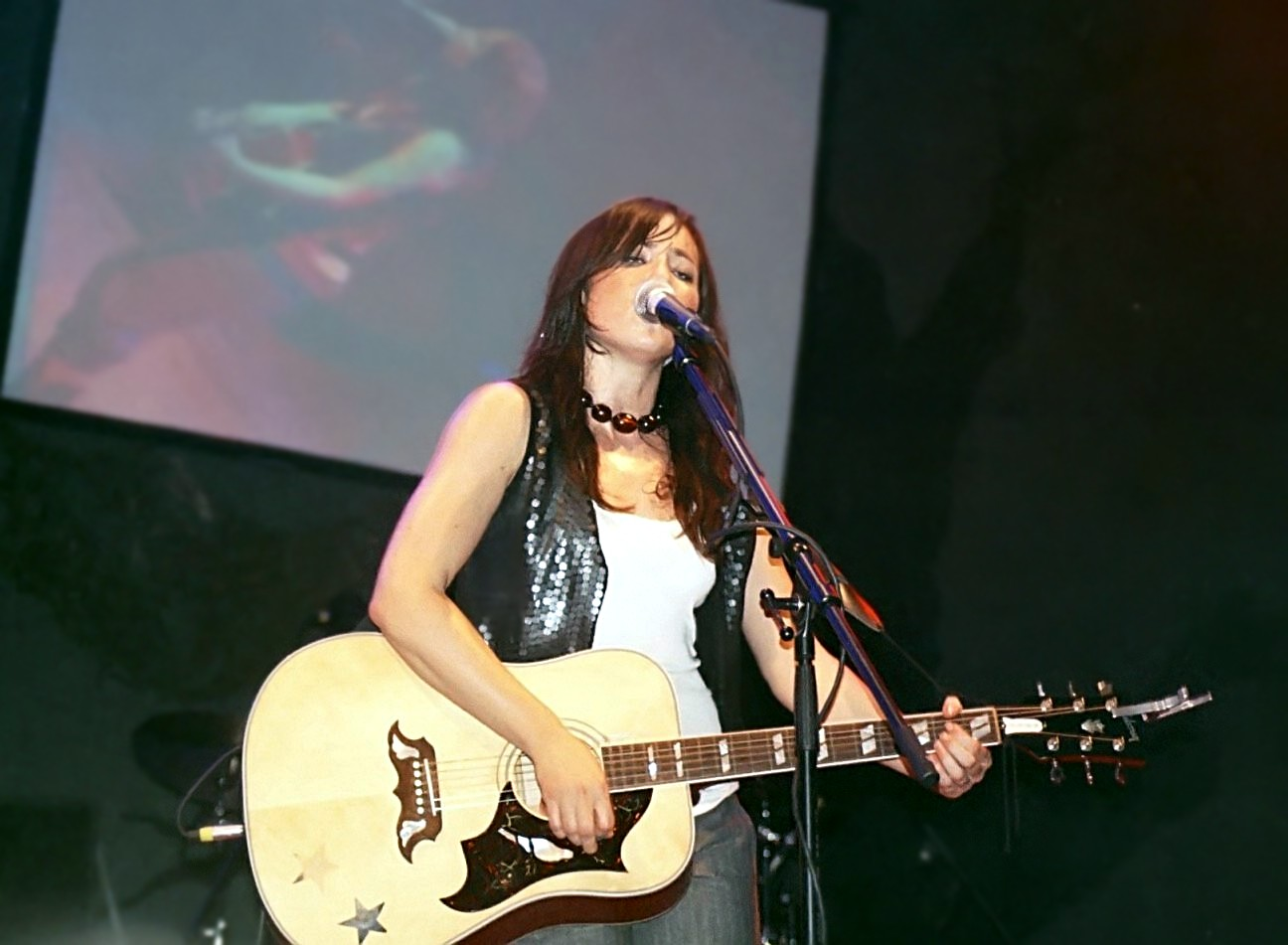
KT Tunstall

- KT Tunstall
- Charlotte Church
- Kate Bush
- Katie Melua
- Natasha Bedingfield

### Najlepsza brytyjska grupa
- Kaiser Chiefs
- Coldplay
- Franz Ferdinand
- Gorillaz
- Hard-Fi

### Najlepszy brytyjski debiutant
- Arctic Monkeys
- James Blunt
- Kaiser Chiefs
- KT Tunstall
- The Magic Numbers

### Najlepszy brytyjski wykonawca koncertowy
- Kaiser Chiefs
- Coldplay
- Franz Ferdinand
- KT Tunstall
- Oasis

### Najlepszy brytyjski wykonawca miejski
- Lemar
- Craig David
- Dizzee Rascal
- Kano
- Ms. Dynamite

### Najlepszy wykonawca popowy
- James Blunt
- Katie Melua
- Kelly Clarkson
- Madonna
- Westlife

### Najlepszy brytyjski album
- Coldplay – X&Y
- Gorillaz – Demon Days
- James Blunt – Back to Bedlam
- Kaiser Chiefs – Employment
- Kate Bush – Aerial

### Najlepszy brytyjski singel
- Coldplay – „Speed of Sound”
- James Blunt – „You’re Beautiful”
- Shayne Ward – „That’s My Goal”
- Sugababes – „Push the Button”
- Tony Christie ft. Peter Kay – „(Is This The Way To) Amarillo”

### Najlepszy międzynarodowy artysta
- Kanye West
- Beck
- Bruce Springsteen
- Jack Johnson
- John Legend

### Najlepsza międzynarodowa artystka
- Madonna
- Björk
- Kelly Clarkson
- Mariah Carey
- Missy Elliott

### Najlepsza międzynarodowa grupa
- Green Day
- Arcade Fire
- The Black Eyed Peas
- White Stripes
- U2

### Najlepszy międzynarodowy album
- Green Day – American Idiot
- Arcade Fire – Funeral
- Kanye West – Late Registration
- Madonna – Confessions on a Dance Floor
- U2 – How to Dismantle an Atomic Bomb

### Najlepszy międzynarodowy debiutant
- Jack Johnson
- Arcade Fire
- Daniel Powter
- John Legend
- Pussycat Dolls

### Nagroda za całokształt twórczości
- Paul Weller